# Nestor Omar Piccoli
Nestor Omar Piccoli (Buenos Aires, 20 januari 1965) is een Argentijns voormalig voetballer die als aanvaller speelde.

## Carrière
Piccoli begon zijn carrière in 1984 bij CA River Plate. Piccoli speelde tussen 1985 en 1986 voor Unión de Santa Fe en CA Temperley. In 1987 keerde Piccoli terug bij CA River Plate. Hij tekende in 1987 bij All Nippon Airways. Piccoli speelde tussen 1992 en 1995 voor Avispa Fukuoka.